# Феррари, Доменико де
Доменико де Феррари (итал. Domenico de Ferrari; 21 марта 1804, Генуя — 14 марта 1882, Турин) — итальянский политический и государственный деятель, судья, педагог, профессор уголовного и гражданского права. Министр иностранных дел Королевства Сардиния (1849). Сенатор.

## Биография
Изучал право в Университете Генуи. С 1845 по 1847 год читал лекции в альма матер, профессор.
C 8 по 27 марта 1849 года занимал пост министра иностранных дел Королевства Сардиния. В 1849 году стал членом Палаты депутатов Сардинского королевства и сенатором.
В 1858 году — генеральный прокурор Кассационного суда Турина, в 1860 году — Милана, первый председатель Кассационного суда Турина с 1872 по 1879 год.
Похоронен на кладбище Стальено.